# Atuona (miasto)
Atuona – miasto w Polinezji Francuskiej na wyspie Hiva Oa w grupie wysp Markizy. 
8 maja 1903 roku zmarł tam Paul Gauguin, malarz francuski. Utworzono tam muzeum jego imienia. 
Na tym samym cmentarzu pochowany jest także poeta i piosenkarz Jacques Brel. W mieście znajduje się port lotniczy Atuona.
W pobliżu miasta leży góra Temetiu (1213 m n.p.m.)